# Motorový vůz M 130.2
Motorové vozy řady M 130.2 byly lehké motorové vozy určené pro regionální tratě ČSD. Jejich výroba probíhala v letech 1933 až 1937 v Tatře Kopřivnice. Vozům řady M 130.2 (ale i dalším řadám) se přezdívalo kvůli vyvýšenému stanovišti strojvedoucího uprostřed vozu „věžáky“.

## Konstrukce
Konstrukčně byly vozy řady M 130.2 téměř shodné s řadou M 120.4. Jednalo se o dvounápravový motorový vůz lehké konstrukce. Hnací bylo jedno dvojkolí, vůz byl poháněn benzínovým motorem, přenos výkonu byl mechanický pomocí planetové převodovky. Čela vozu byla průchozí. Vstup do interiéru zajišťovaly v každé bočnici jedny dveře uprostřed délky vozu. V krajních částech byly dva oddíly pro cestující, kabina strojvedoucího, která byla vyvýšena přibližně jeden metr nad střechu, byla přístupná po schůdcích ze středního nástupního prostoru. Prakticky jedinou změnou oproti řadě M 120.4 byl jiný převodový stupeň, díky němuž měly vozy řady M 130.2 vyšší maximální rychlost.

## Vývoj, výroba a provoz
Vozy řady M 130.2 byly vyrobeny mezi lety 1933 a 1937 ve třech výrobních sériích v celkovém počtu 63 kusů. Po odstoupení pohraničí Německu byly některé vozy předány Německým říšským dráhám (Deutsche Reichsbahn), za války ale byly odstaveny kvůli nedostatku pohonných hmot. V provozu se objevily i po druhé světové válce, poslední vozy byly vyřazeny v roce 1958.